# Catajurinia angusta
Catajurinia angusta är en tvåvingeart som beskrevs av Townsend 1927. Catajurinia angusta ingår i släktet Catajurinia och familjen parasitflugor. Inga underarter finns listade.